# Бхугарбха Госвами
Бхуга́рбха Госва́ми (IAST: Bhugarbha Gosvāmī) — индуистский кришнаитский святой, живший в первой половине XVI века в Бенгалии. Ученик Гададхары Пандита, Бхугарбха Госвами был близким другом Локанатхи Госвами. В «Бхакти-ратнакаре» Нарахари Чакраварти пишет: «Бхугарбха Госвами и Локанатха Госвами проповедовали всему миру. Они были настолько близки и так любили друга, что жили словно в одном теле».
Бхугарбха и Локанатха Госвами были первыми вайшнавами, посланными Чайтаньей во Вриндавану для поиска утерянных святых мест, в которых 5000 лет назад проводили свои игры Радха и Кришна. Описывается, что они нашли леса, в которых проходили игры Кришны, посредством смиренного метода самопредания. Они бродили по Вриндаване, взывая к именам двенадцати лесов — «Бхандираван, Камьяван, Махаван, Талаван…» — и Вриндадеви (экспансия энергии игр Кришны, та, которая заботится об этих лесах) открывала им точное расположение каждого леса. Во Вриндаване Бхугарбха и Локанатха входили в число главных Госвами. Они пользовались большим уважением поскольку опытом и возрастом превосходили многих.
Говорится, что для того, чтобы не отвлекаться материальными вещами, Бхугарбха Госвами совершал свой бхаджан под землёй. Поэтому он получил имя Бхугарбха (бху означает «земля», гарбха — «пещера, утроба, скрытое место»).
Среди учеников Бхугарбхи Госвами были Чайтанья Даса — пуджари божества Говиндадевы, а также Мукундананда Чакраварти и Преми Кришнадаса.
В вечных играх Кришны (нитья-никунджа-лиле) Бхугарбха Госвами является Према-манджари или Бхадрой Рекхикой. Его самадхи стоит у самадхи Рупы Госвами во дворе храма Радхи-Дамодары во Вриндаване.